# 대진초등학교 (경남)
대진초등학교는 대한민국 경상남도 김해시에 있는 공립 초등학교이다.

## 학교 연혁
- 1956년 6월 30일: 대진국민학교 개교 (진영대영국민학교, 진례진명국민학교 병합)
- 1957년 3월 20일: 제1회 졸업식
- 1985년 3월 1일: 대진초등학교 병설유치원 개원
- 1996년 3월 1일: 대진초등학교로 개명
- 1997년 3월 1일: 서관 4개 교실 개축
- 1998년 11월 6일: 김해교육청에서 지정한 과학교육 시범학교 운영
- 2000년 11월 30일: 김해교육청에서 지정한 평생교육 지역중심학교 운영
- 2001년 11월 17일: 동관유치원, 급식소 개축
- 2010년 4월 1일 :‘돌봄교실’ 운영
- 2011년 9월 1일: 제 21대 박영서 교장 취임
- 2012년 3월 1일: 창의경영학교 (건강증진모델)
- 2013년 3월 1일: 건강증진 연구학교 지정
- 2013년 12월 18일: 건강증진 교과부장관표창 수상
- 2013년 12월 20일: 2013년 경남 교육과정 우수학교로 선정
- 2014년 2월 19일: 제 58회 졸업식(총 3,521명)
- 2014년 2월 28일: 보건실 현대화 사업
- 2014년 3월 1일: 교과부요청 창의경영(건강증진모델) 연구학교 지정
- 2014년 3월 3일: 2014학년도 입학식(16명 입학)

## 참고 자료
- 대진초등학교 - 한국교육학술정보원 학교알리미